# 보성 유신리 마애여래좌상
보성 유신리 마애여래좌상(寶城 柳新里 磨崖如來坐像)은 대한민국 전라남도 보성군 율어면 유신리에 있는 고려시대의 마애불 좌상이다. 전체 높이는 4.3미터, 좌상 높이는 2.1미터이다. 1988년 4월 1일 대한민국의 보물 제944호로 지정되었다.
율어면의 존제산(尊帝山, 해발 704m)으로 올라가는 입구의 산기슭에 있다. 유신리 마을에서 약 1킬로미터 떨어진 지점에 있는 가로 4.3미터, 높이 5미터의 암벽에 부조로 양각한 마애불이다. 이 불상은 대한민국에 그 예가 거의 없는 양 어깨의 어깨걸이라는 특이한 의문을 하고 있는데, 이는 중국 북위나 북조시대 금동불에서 유행을 보았던 양식으로 이곳 전남지방에서 뿐만 아니라 대한민국의 불상의문연구에 새로운 국면을 보여주고 있다.

## 개요
전라남도 보성군 율어면 거의 전체를 병풍처럼 둘러 감싸고 있는 존제산의 북쪽 기슭에 새겨져 있다. 거대한 화강암의 바위에 한쪽 면만을 도드라지게 새긴 마애불(磨崖佛)이다. 이곳은 고려시대에 세워진 존제사(尊帝寺)의 절터라고 전해오고 있는데 다른 유물은 발견되지 않고 기와조각만이 흩어져 있을 뿐이다.
민머리의 중앙에는 상투 모양의 머리(육계)가 있고, 둥글고 원만한 얼굴을 하고 있으나 코와 입부분이 파손되었다. 둥글고 탄탄한 어깨는 전체적으로 안정감과 자비스러움을 풍기고 있다. 양 어깨를 감싸고 있는 옷은 양팔에 걸쳐 무릎을 덮었는데, 특히 주목되는 것은 어깨 부분이 별도의 쇼올을 걸친 것 같이 표현되어 매우 독특한 모습을 보이고 있다는 점이다. 두 손은 가슴에서 모아 엄지와 검지를 맞대고 있는데 설법을 하고 있는 모습을 표현한 것이다. 머리광배와 몸광배는 2줄의 선으로 분리되어 있는데, 선 안에는 구슬 모양을 조각하였고, 머리광배와 몸광배의 바깥부분에는 불꽃무늬가 생동감있게 조각되어 있다. 대좌(臺座)의 아래 부분에는 아래로 향한 연꽃잎, 가운데 부분에는 기둥과 구슬 모양을, 윗부분에는 위로 향한 연꽃잎을 조각하였다.

## 현지 안내문
고려시대 존제사로 알려진 이곳에는 세로 5m, 가로 4.3m 정도의 큰 바위에 불상이 새겨져 있다. 이 불상은 눈·코·입이 뚜렷한 얼굴과 앙련이 새겨진 대좌 위에 책상다리를 하고 앉아 있는 모습이다. 두 손은 가슴 앞에서 모아 엄지와 검지로 둥근 원을 만든 설법인을 표현하였다. 이와 같은 손 모양은 부처림이 설법을 하고 있음을 나타내는 것으로 한국의 불상 가운데서는 흔치 않다.
불상의 법의는 두 어깨를 감싼 독특한 모습을 하고 있다. 두광과 신광이 분리되어 있으며, 둘 다 둥근 모양이다. 이 마애불은 고려 초기의 우수한 작품이다.

## 참고 자료
- 보성 유신리 마애여래좌상 - 국가유산청 국가유산포털
- 이 문서에는 다음커뮤니케이션(현 카카오)에서 GFDL 또는 CC-SA 라이선스로 배포한 글로벌 세계대백과사전의 내용을 기초로 작성된 글이 포함되어 있습니다.